# Lorenzo Prisco
Lorenzo Prisco (* 16. Februar 1987 in Nocera Inferiore) ist ein italienischer ehemaliger Fußball-Torwart.

## Karriere
Lorenzo Prisco begann seine Karriere im Jahr 2004 beim damaligen Serie-B-Verein Salernitana Calcio. Er debütierte am 11. Juni 2005 in der Auswärtspartie beim FC Crotone für Salernitana. Bei der 4:1-Niederlage erhielt er gleich vier Gegentore und stieg mit dem Verein zum Saisonende in die drittklassige Serie C1 ab. In der Saison 2005/06 absolvierte er drei Ligapartien für die kampanische Mannschaft und konnte dabei alle Partien ohne Gegentore bestreiten. In der folgenden Spielzeit tastete er sich mit vermehrten Einsätzen an einen Stammplatz heran, verpasste als 10. der Serie C1 den Wiederaufstieg in die zweithöchste Liga jedoch deutlich und wurde im Januar 2008 zum Ligakonkurrenten SS Juve Stabia verliehen.
Prisco absolvierte dort als erster Torhüter elf Partien und belegte mit der SS Juve Stabia den viertletzten Rang in der Liga, womit er mit der Mannschaft noch zwei Play-out Partien um den Klassenerhalt erfolgreich überstehen musste. In zwei Partien konnte dabei die SS Virtus Lanciano knapp besiegt und den Ligaerhalt sichergestellt werden. Nachdem Salernitana Calcio nicht mehr mit dem Torwart plante, verließ dieser den Verein und unterzeichnete einen Vertrag beim Drittligisten Pescara Calcio.
In der Saison 2008/09 lief er in 16 Partien für Pescara auf, es gelang ihm jedoch nicht eine durchwachsene Spielzeit der abruzzesischen Mannschaft zu stabilisieren und daraufhin resultierte lediglich ein mäßiger 12. Rang in der Lega Pro Prima Divisione.
Seit der Verpflichtung von Stammtorwart Salvatore Pinna im Sommer 2009 fungiert Prisco hinter Gabriele Bartoletti als Ersatztorhüter.
Zum Saisonende 2009/10 gelang ihm mit Pescara der Aufstieg in die zweithöchste Spielklasse. In den Play-off-Finals setzte sich die Mannschaft gegen Hellas Verona durch. Im August 2010 wurde er leihweise an den Viertligisten Football Brindisi 1912 abgegeben.